# 行動宣傳
行動宣傳（英語：propaganda of the deed）是指能够为他人起到榜样作用，催化革命的政治直接行动。
这个词主要与19世纪末，20世纪初暴动无政府主义的一系列暴力行动有关，特别是他们对統治階級的暗杀行动，不过，也存在非暴力的行动。这些行动旨在证明国家并非万能，以此啟發群眾催化革命，传播无政府主义。1881年伦敦国际无政府主义者大会表示支持行动宣传。

## 词源

### 各种定义
最早使用者也许是意大利革命者卡洛·皮萨卡内，他在《政治遗嘱》中写道“思想来源于行动，而非行动来源于思想”。米哈伊尔·亚历山德罗维奇·巴枯宁在《致一个法国人》中表示“我们必须通过行动而非言语传播我们的信念，因为行动是最受欢迎、最有力、最不可抗拒的宣传形式”。